# Route nationale 301
Die Route nationale 301, kurz N 301 oder RN 301, ist eine französische Nationalstraße.
Sie verlief von 1933 bis 2006 von Porte d’Aubervilliers an der Stadtgrenze von Paris zur Nationalstraße 1 in Pierrefitte-sur-Seine und war 9 Kilometer lang. Zurück geht sie auf die RD13 des Départements Seine. 2006 erfolgte bis auf einen 1,5 Kilometer langen Autobahnzubringer zur Autobahn 1 in Saint-Denis die Abstufung der Nationalstraße.

## Streckenverlauf
| Position | höchste zulässige Gesamtgeschwindigkeit | Fahrbahnen | Typ                 | Abschnitt | Längengrad | Breitengrad |
| -------- | --------------------------------------- | ---------- | ------------------- | --------- | ---------- | ----------- |
| 1        | 90                                      | 2          | Beginn der Autobahn | A 1       | 48.9349    | 2.3860      |
| 2        | 90                                      | 2          | Teil-Anschlußstelle | Salengro  | 48.9374    | 2.3887      |
| 3        | 90                                      | 2          | Teil-Anschlußstelle | Salengro  | 48.9387    | 2.3880      |
| 4        | 90                                      | 2          | Ende an Straße      |           | 48.9387    | 2.3880      |